# Западное (Харьковская область)
Западное (укр. Западне) — село,
Двуречанский поселковый совет,
Двуречанский район,
Харьковская область, Украина.
Код КОАТУУ — 6321855101. Население по переписи 2001 года составляет 350 (161/189 м/ж) человек.

## Географическое положение
Село Западное находится в 3-х км от реки Оскол (правый берег) и в 5-и км от пгт Двуречная.
К селу примыкает несколько лесных массивов: урочище Парнянский, урочище Плоский Лес (дуб).
Рядом проходит автомобильная дорога Т-2109.

## История
- 1902 — дата основания.

## Экономика
- ФХ «Маркиза».
- ООО «Дари Ланив».

## Объекты социальной сферы
- Детский сад.
- Школа I—II ст.
- Клуб.